# Eva Herzigová
Eva Herzigová (Litvínov, 10 marzo 1973) è una supermodella e attrice ceca naturalizzata italiana.

## Biografia

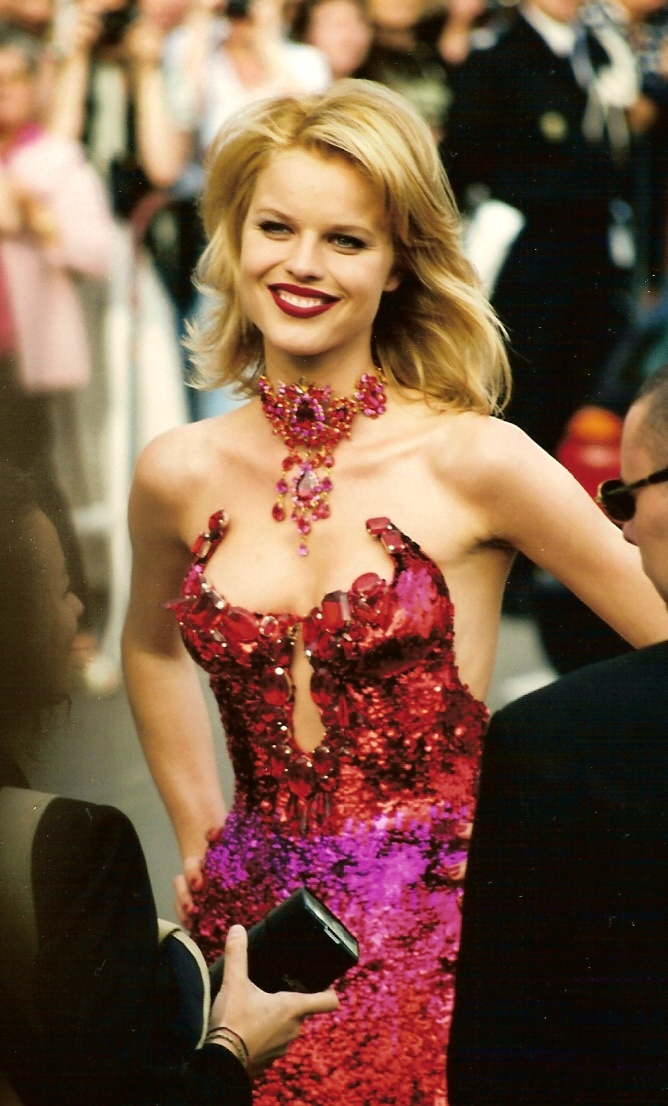
Eva Herzigová nel 1997

Inizia la carriera di modella dopo la vittoria a un concorso di bellezza a Praga nel 1989; in quell'anno appare in uno spot per il Campari Soda, di cui sarà testimonial fino al 1995. Dopo il suo arrivo a Parigi divenne una modella internazionale molto popolare. È apparsa sulle copertine di Vogue, Elle, Harper's Bazaar, Marie Claire, Glamour, i-D, GQ, Tatler, Numéro e altre. La più nota esperienza pubblicitaria fu nel 1994 nella campagna di "Miss Wonderbra" durata fino al 1998. Secondo un sondaggio inglese fu eletta la pubblicità più "iconica" di tutti i tempi, ovvero Più potente, più efficace, più capace di colpire il pubblico.
Ha calcato le passerelle per importanti case di alta moda: Chanel, Yves Saint Laurent, Jean-Paul Gaultier, Christian Dior, Louis Vuitton, Chloé, Chantal Thomass, Thierry Mugler, Les Copains, Paco Rabanne, Lanvin, Givenchy, Hermès, Diane von Fürstenberg, Badgley Mischka, Matthew Williamson, Carolina Herrera, John Galliano, Alexander McQueen, Vivienne Westwood, Balenciaga, Oscar de la Renta, Dsquared², Nicole Miller, Elie Saab, Marc Jacobs, Michael Kors, Zac Posen, Gianni Versace, Prada, Dolce & Gabbana, Fendi, Moschino, Genny, Laura Biagiotti, Anna Molinari, Missoni, Blumarine, Alessandro Dell'Acqua, Ermanno Scervino, Gianfranco Ferré, Nina Ricci, Valentino, Roberto Cavalli, Antonio Berardi, Rocco Barocco, Gai Mattiolo.
Nel 1998 ha presentato il Festival di Sanremo al fianco di Raimondo Vianello e Veronica Pivetti. È apparsa anche in alcuni film e nel 2004 ha posato nuda per Playboy. Il 10 febbraio 2006 ha interpretato Venere nel corso della Cerimonia di apertura dei XX Giochi olimpici invernali di Torino. Il 7 luglio 2006 Eva Herzigová ha battezzato la nave Costa Concordia nel porto di Civitavecchia.

Da sinistra: Eva Herzigová, Raimondo Vianello e Veronica Pivetti, i tre conduttori del Festival di Sanremo 1998

Nel 2009 è, insieme a Naomi Campbell, testimonial di Anthology Fragrance, prima collezione di profumi di Dolce & Gabbana. Nel 2013 viene scelta da Prada per essere uno dei volti della campagna primavera/estate 2013, e per la nuova linea di scarpe Brian Atwood. L'anno successivo viene scelta come testimonial di Dolce & Gabbana per la campagna primavera/estate 2014 accanto a Bianca Balti, Catherine McNeil e Marine Deleeuw.
Nel 2017 viene scelta come testimonial delle campagne pubblicitarie autunno/inverno di Bottega Veneta, fotografata da Todd Hido accanto a Mariacarla Boscono, e in quella di Roberto Cavalli. Nel 2018 viene scelta come testimonial della collezione natalizia di Yamamay.

## Vita privata
Sposò Tico Torres, batterista dei Bon Jovi nel 1996, ma divorziò nel 1998.
Ha avuto tre figli con l'attuale compagno, l'imprenditore torinese Gregorio Marsiaj, con il quale è sentimentalmente impegnata dal 2003 e sposata dal 2019.

## Filmografia

### Attrice

#### Cinema

Eva Herzigová nel film L'amico del cuore (1998)

- Soldi proibiti, regia di Jean-Marie Poiré (1995)
- L'amico del cuore, regia di Vincenzo Salemme (1998)
- I colori dell'anima - Modigliani, regia di Mick Davis (2004)
- Unspoken Love, regia di Gil Brenton (2006)
- Cha cha cha, regia di Marco Risi (2013)
- Pohádkár, regia di Vladimír Michálek (2014)
- Masaryk, regia di Julius Sevcik (2016)

#### Cortometraggi
- Eva, regia di Gaspar Noé (2005)

#### Documentari
- La vera vita di Bettie Page, regia di Mark Mori (2012)
- Richard Müller: Unknown, regia di Miro Remo (2016)
- Manolo: The Boy Who Made Shoes for Lizards, regia di Michael Roberts e Michael Roberts (III) (2017)

#### Video musicali
- All We Need Is Love di Ric Ocasek (1990)
- Clip Too Funky di George Michael (1992)
- Girl Panic! dei Duran Duran (2011)

#### Televisione
- Inferno, regia di Ellen von Unwerth (1992) – film TV
- Eva Herzigova, Milla Jovovich dans l'oeil de Peter Lindbergh, regia di Dominique Miceli (2016) – film TV

#### Web TV
- La Maison (Apple TV+ France, 2024) – serie TV, ep. 1 e 7

### Conduttrice

#### Programmi TV
- Project Runway Italia (Fox Life, 2014)

### Produttrice

#### Cortometraggi
- Twisted Tango, regia di Francesco Carrozzini e Tommaso Cardile (2004)

## Agenzie
- D'management group Milano
- One Management New York
- Storm Model London
- Marilyn Agency Paris
- Czechoslovak Models Prague